# Mù (Edolo)
Mù (Mö in dialetto camuno) è dal 1927 una frazione del comune di Edolo, in Val Camonica.

## Geografia fisica

### Territorio
Il paese di Mù si trova sopraelevato rispetto l'abitato di Edolo, da cui è separato dal fiume Oglio. La parte a valle del paese, presso le sponde del fiume, era un tempo chiamata Capo di Ponte di Mù.

## Storia
Il 6 marzo 1206 la famiglia Avogadro riceve dal vescovo di Brescia Giovanni da Palazzo l'investitura della corte di Cemmo, Mù, Pisogne e Gratacasolo.
La domenica 15 marzo 1299 Cazoino da Capriolo, camerario del vescovo di Brescia Berardo Maggi, inizia da Mù la stesura dei beni vescovili in Val Camonica. Sono consoli della vicinia di Mù Giovanni Bonomini e Filippo Caveyate, che giurano secondo la formula consueta fedeltà al vescovo, e pagano la decima dovuta. Inoltre promettono di mantener pulito il canale che porta l'acqua al pratum de Botta, di proprietà della curia; il prato de Auru doveva essere irrigato con l'acqua che transitava per il paese di Mù. Inoltre Mù, Sonico ed Edolo dovevano provvedere al servizio di guardia del castello di Mù con due uomini giornalieri. (Testo della dichiarazione di fedeltà in latino disponibile su wikisource)
Il 14 ottobre 1336 il vescovo di Brescia Jacopo de Atti investe iure feudi dei diritti di decima nei territori di Incudine, Cortenedolo, Mù, Cemmo, Zero, Viviano e Capo di Ponte a Maffeo e Giroldo Botelli di Nadro.
Nel 1371 si firma presso la casa dei Federici di Edolo un accordo tra i pastori di Mù e quelli di Dalegno che vietavano loro di accedere alle malghe sul monte Avio.
Alla pace di Breno del 31 dicembre 1397 i rappresentanti della comunità di Mù, Ubertino Bertolini e il notaio Bertolino Ubertini, si schierarono sulla sponda ghibellina.
Nel 1432 Venezia fa smantellare il castello di Mù dei Federici.

### Feudatari locali
Famiglie che hanno ottenuto l'infeudazione vescovile dell'abitato:
| Famiglia | Stemma           | Periodo |
| Avogadro | Blasone Avogadro | 1206 -  |
| Botelli  |                  | 1336 -  |
| Federici |                  |         |

## Monumenti e luoghi d'interesse

### Architetture religiose
Le chiese di Mu sono:
- Parrocchiale di santa Maria nascente, la pieve di Edolo-Mù, una delle più antiche della Valle Camonica, ristrutturata nel XVII secolo. All'interno ancona e paliotto di Pietro Ramus, e affreschi di Paolo da Cailina (il giovane). Possiede il campanile più alto della Valle Camonica (68 m)[9]
- Chiesa dei santi Ippolito e Cassiano, ricordata per la prima volta nel 1422.

### Architetture militari
- I ruderi del castello di Mù appartenuto alla famiglia Federici

### Luoghi d'interesse
Il 6 ottobre 2018 è stata inaugurata la panchina gigante del progetto "Big bench community" nei pressi delle rovine del castello. È di color rosso, larga quasi 4 metri e offre un panorama unico su Edolo e dintorni.

## Società

### Tradizioni e folclore
Gli scütüm sono nei dialetti camuni dei soprannomi o nomiglioli, a volte personali, altre indicanti tratti caratteristici di una comunità. Quello che contraddistingue gli abitanti di Mù è Mànec (manici), Maèg
Tradizione vuole che Mù fosse un tempo una grande borgata, fin quando un lago antico, che si estendeva presso la valle Foppa, straripò e sommerse l'abitato.